# Taplógáz: Ricky Bobby legendája
A Taplógáz: Ricky Bobby legendája (eredeti cím: Talladega Nights: The Ballad of Ricky Bobby) 2006-ban bemutatott amerikai sport-filmvígjáték, melyet saját és Will Ferrell forgatókönyvéből Adam McKay rendezett. A főbb szerepekben Ferrell, John C. Reilly, Sacha Baron Cohen, Gary Cole, Michael Clarke Duncan, Leslie Bibb, Jane Lynch, Amy Adams és a Saturday Night Live veterán tagjai láthatók. Jamie McMurray és Dale Earnhardt Jr. NASCAR-pilóták, valamint a NASCAR on Fox (Mike Joy, Larry McReynolds és Darrell Waltrip) és a NASCAR on NBC (Bill Weber, Wally Dallenbach Jr. és Benny Parsons) műsorvezetői is szerepelnek a filmben.

## Szereplők
| Szerep            | Színész               | Magyar hang     |
| ----------------- | --------------------- | --------------- |
| Ricky Bobby       | Will Ferrell          | Kerekes József  |
| Cal Naughton, Jr. | John C. Reilly        | Besenczi Árpád  |
| Jean Girard       | Sacha Baron Cohen     | Scherer Péter   |
| Lucius Washington | Michael Clarke Duncan | Faragó András   |
| Carley Bobby      | Leslie Bibb           | Oroszlán Szonja |
| Susan             | Amy Adams             | Ruttkay Laura   |
| Mrs. Dennit       | Molly Shannon         | Incze Ildikó    |
| Reese Bobby       | Gary Cole             | Seress Zoltán   |
| Lucy Bobby        | Jane Lynch            | Csere Ágnes     |
| Larry Dennit, Jr. | Greg Germann          | Rába Roland     |

## Fordítás
- Ez a szócikk részben vagy egészben  a   Talladega Nights: The Ballad of Ricky Bobby című angol Wikipédia-szócikk fordításán alapul.  Az eredeti cikk szerkesztőit annak laptörténete sorolja fel. Ez a jelzés csupán a megfogalmazás eredetét és a szerzői jogokat jelzi, nem szolgál a cikkben szereplő információk forrásmegjelöléseként.